# Троллі-Арена
«Шпортпарк Ронгоф Томас Соммер» (нім. Sportpark Ronhof Thomas Sommer) — футбольний стадіон у  місті Фюрт, Німеччина, домашня арена ФК «Гройтер». 
Стадіон відкритий 1910 року як «Шпортплац ам Ронгофер Веґ ґеґенюбер дем Централь-Фрідґоф». З часу відкриття  шість разів змінював назву. Найбільш знаний як «Троллі-Арена». У 1951, 1997, 1999, 2007, 2008, 2012 роках арена реконструйовувалася. У 1911, 1919, 2012, 2015–2016 роках розширювалася. В результаті останніх реконструкції та розширень стадіон став сучасною футбольною ареною з усією необхідною стадіонною інфраструктурою та має потужність 18 000 глядачів. Поле арени з натуральним покриттям, всі глядацькі місця накриті дахом.

## Попередні назви
- «Шпортплац ам Ронгофер Веґ ґеґенюбер дем Централь-Фрідґоф»
- «Централь-Фрідґоф»
- «Шпортпарк Ронгоф»
- 1997—2010 — «Преймобіл-Штадіон»;
- 2010—2014 — «Троллі-Арена »;
- 2014—2016 — «Штадіон ам Лаунбенвег»;
- з 2016 — «Шпортпарк Ронгоф Томас Соммер».